# サジちゃんの病み日記
『サジちゃんの病み日記』（サジちゃんのやみにっき）は、アサギユメによる漫画作品。『まんがタイムきららMAX』（芳文社）2017年7・8月号のゲスト連載を経て、同年11月号から2019年12月号にかけて連載された。
かつての友人を思うあまり、心を病んでしまった女子高生を中心に描く百合漫画である。

## あらすじ
かつて離れ離れになってしまった友達・江戸川ひかりに恋心を募らせる月宮沙慈は、彼女の通う高校を探し出した。ひかりの居場所を掴んだ沙慈は、日常的にストーカー行為や盗撮、盗聴、家宅侵入などを繰り返すようになった。そんな沙慈の奇行は、ある時ひかりの親友である橋口メロにばれてしまう。
沙慈との接触を試みたメロは、彼女の異常性に気付きながらも、心の底では自分と同じ思いを感じ取った。常軌は逸しているが、どこか抜けている沙慈の行動は次第にエスカレートしていき、迎えたひかりの誕生日、ついにそのタガが外れてしまう。

## 登場人物
月宮 沙慈（つきみや さじ）
本作の主人公。高校1年生。
幼稚園時代にひかりと知り合い、そのころ抱いた恋心を拗らせてしまった。
ひかりに固執しており、日常的にストーキングや盗撮を繰り返している。
ほとんどの時間をひかりの観察に充てているため、高校に来ていても授業には一切出席していない。
かつてひかりと別れたときに行った指切りの証を残すため、現在でも毎日カッターナイフで小指を傷つけている。
江戸川 ひかり（えどがわ ひかり）
沙慈のかつての友人。豊満な胸を持つ高校2年生。
メロとともに料理部に所属しており、料理の腕に定評がある。
料理中の姿や性格の良さ、天然たらしなどから女子校の王子様として人気がある。沙慈の存在は忘れていた。
橋口 メロ（はしぐち メロ）
ひかりの幼馴染。高校2年生。
ひかりとは小学校からの付き合いである。
ひかりの親友であるため沙慈からは敵視されており、何度か殺されかけた。
沙慈より学年が1つ上の先輩だが、彼女には常に見下されている。
コスプレを密かな趣味としている。「めろたん」の名で動画配信を行っていたが、偶然沙慈に発見され弱みを握られることになった。
江戸川 ぺぐ（えどがわ ぺぐ）
ひかりの妹。小学2年生。
ひかりのことを慕っており、その親友であるメロとも親しくしている。
江戸川家に侵入した沙慈を目撃したことがあり、彼女の度重なる奇行を知ることとなった。

## 書誌情報
- アサギユメ『サジちゃんの病み日記』芳文社〈まんがタイムKRコミックス〉、全2巻
  1. 2018年9月27日発売[3][5]、ISBN 978-4-8322-4982-0
  2. 2019年10月25日発売、ISBN 978-4-8322-7132-6